# Карвалью, Жоакин
Жоакин Мартин Карвалью (порт. Joaquim Martin Carvalho, 16 августа 1959) — индийский хоккеист (хоккей на траве), полевой игрок. Участник летних Олимпийских игр 1984 года, серебряный призёр летних Азиатских игр 1982 года. Награждён спортивной премией Арджуна в 1986 году.

## Биография
Жоакин Карвалью родился 16 августа 1959 года.
Играл в хоккей на траве в команде старшей школы Св. Андрея, затем в команде колледжа Хальса в Бомбее.
В 1982 году в составе сборной Индии завоевал серебряную медаль хоккейного турнира летних Азиатских игр в Нью-Дели.
В 1984 году вошёл в состав сборной Индии по хоккею на траве на летних Олимпийских играх в Лос-Анджелесе, занявшей 5-е место. Играл в поле, провёл 7 матчей, забил 2 мяча (по одному в ворота сборных США и Австралии).
Был капитаном сборной Индии на Международном золотом кубке памяти Индиры Ганди.
Впоследствии стал тренером. В марте 2007 года он был назначен тренером мужской сборной Индии. Под его руководством команда выиграла золото на Кубке Азии. Однако, когда в следующем году сборная не смогла пройти квалификацию на Олимпиаду, он подал в отставку.